# Аліпія
Алі́пія Київська, Аліпія Голосіївська, (світське ім'я Агапія Тихонівна Авдєєва; 1905, Пензенська губернія, Російська імперія — 30 жовтня 1988, Київ, УРСР, СРСР) — українська православна черниця, що жила у Києві. Не канонізована в УПЦ.

## Життєпис
Народилася в сім'ї простих робочих християн Тихона і Васи Авдєєвих в Пензенській губернії Російської імперії. У дитинстві не володіла російською мовою.
У 1918 втратила батьків і стала сиротою. За однією з версії потрапила до підрозділу армії Будьонного. І ніби він, вражений сльозами дівчинки, особисто підписав наказ, даючи їй можливість покинути підрозділ. За два роки Агапія вирушила на паломництво до святих місць.
Відомо, що у 1920 — 1930-х роках жінка перебувала у в'язниці за звинуваченням за «релігійною» статтею в Одеській області та була засуджена до розстрілу, але Аліпії вдалося втекти.
Під час Другої світової війни Аліпію вивезли на роботи до Німеччини, але звідти вона втекла. Пішки дійшовши до Києва, мешкала у багатодітній родині у селі Капітанівка Києво-Святошинського району Київської області.
Агапію було прийнято до Києво-Печерської Лаври, яку відкрили німці 1942 року. У Лаврі вона мешкала до її закриття у 1961. Духовним наставником був намісник Києво-Печерської Лаври архімандрит Кронід, який під час постригу дав їй ім'я Аліпія та благословив на вчинок стовпництва.
Період 1951 — 1954 рр. матінка провела просто неба у дуплі старого дерева липи. 1954 помер архімандрит Кронід. Духовне наставництво над Аліпією прийняв схімонах Даміан.
Після закриття Києво-Печерської Лаври 1961 монахиня Аліпія мешкала на вулиці Голосіївській. У той час почала відвідувати Храм Вознесіння Господнього на Деміївці у місті Києві, куди вона ходила до кінця життя. 1979 почала руйнуватися стіна будинку, де жила монахиня Аліпія. Зусиллями прихильників Аліпії знайдено і облаштовано невелику кімнату серед руїн Голосіївського монастиря за Пустинською вулицею, де монахиня мешкала до кінця свого життя.
На спині монахиня постійно носила ікону святої мучениці Агафії, ім'я якої носила жінка до постригу.

## Оцінка святости
Прихильники святости Аліпії кажуть, що протягом усього життя монахиня відзначалася чудотворіннями, зціленнями людей, вигнанням нечистого, пророцтвами.
Противники ж запевняють, що в неї не було дару чудотворіння, а люди яких вона запевняла, що вони житимуть, потім помирали. Противниками святості виступали священник УПЦ КП Іоан Київський й протоієрей УПЦ Михаїл Бойко.
Одним з її подвигів було носіння на шиї великої кількости ключів (які являли собою своєрідні вериги). Противники святости запевняють - на цих ключах Аліпія ймовірно проводила ворожіння, а після її смерті знайшли книгу із магічними закляттями.
«Не можу пригадати випадку, щоб «матінка» Аліпія причащалась святих Таїн Тіла і Крові Христових. Натомість вона часто в храмі під час богослужіння викрикувала що-небудь, шуміла, заважала молитись.»
Померла Аліпія у неділю 30 жовтня 1988 року. Поховано її було на Лісовому кладовищі на ділянці виділеній для Флорівського монастиря на Подолі.

## Вшанування
18 травня 2006 року останки матінки Аліпії було урочисто перенесені з Лісового цвинтаря і поміщені у спеціальному саркофазі в усипальниці під головним храмом Голосіївської пустині.

## Пророцтва
За все своє життя монахиня Аліпія зробила чимало висловів про майбутнє, найвідоміші серед них: Про голод в період Апокаліпсиса:
«З Києва не їдьте — всюди голод буде, а в Києві хліб є». Про війну говорила: «Це буде не війна, а кара народів за їх гнилий стан».
«Мертві тіла лежатимуть горами, ніхто не візьметься їх ховати. Гори, пагорби розпадуться, зрівняються із землею. Люди будуть перебігати з місця на місце. Буде багато безкровних мучеників, які будуть страждати за Віру Православну».
Війна почнеться «на Петра і Павла». На тему сварок за житло матінка Аліпія говорила: «Ось ви сваритеся за квартиру, розходитеся … А буде такий час, коли буде дуже багато порожніх квартир, та в них не буде кому жити».
Матінка особливу увагу приділяла темі землі — тим, хто мав вдома в селах, землю, худобу забороняла продавати, вказуючи на те, що вони ще стануть в нагоді.
Пророцтва Матінки Аліпії взяті зі збірки «Останні долі Росії і світу»
Є також свідчення про те, що незадовго до Чорнобильської трагедії монахиня Аліпія натякала на аварію. Говорила про велике горе та палаючу землю.